# Handbal Club Izegem
Maillots
Le Handbal Club Izegem, abrégé en HBC Izegem, est un club belge de handball, situé à Izegem en Flandre-Occidentale. 
Porteur du matricule 301, le club est pensionnaire de Division 1  et est affilié à la VHV.

## Histoire
Le HBC Izegem fut fondé en 1977, il obtient donc le matricule 301.
Depuis sa fondation le club monta de division en division jusqu'à ce qu'il intègre l'élite durant la saison 1999/2000 mais il redescendit aussitôt.
Le club remonta une dernière fois mais redescendit aussitôt encore une fois durant la saison 2002/2003.
Depuis le club régresse, relégué en division 2 en 2003 puis en Superliga (division 3), championnat ou évolue actuellement le club.
Au total, le club évolua deux saisons parmi l'élite du championnat belge.
La section féminine du HBC Izegem fut fondé en 1996, elle monta très vite en Division 2, mais sans jamais monté en Division 1. En 2002, cette section quitte le club pour s'associer avec le voisin du Thor Middelkerke pour fonder le DHT Middelkerke-Izegem qui disparu en 2018.

## Derby
- Apolloon Kortrijk
- Desselgemse HC

## Comité
- Président : Filip Motte
- Secrétaire : Tom Vansteenkiste ̩
- Trésorier : Geert Denijs

## Logo

Ancien logo
Ancien logo
Ancien logo de 2017, à l'occasion des 40 ans du club
Logo actuel

## Effectif

### Effectif actuel
| N° | P   | Nom                    | Date de naissance | Taille | Sélection | Au club depuis | Ancien club   |
| -- | --- | ---------------------- | ----------------- | ------ | --------- | -------------- | ------------- |
| 1  | GB  | Bert Remmery           | 1999 (23 ans)     | 1,80 m | -         |                | EHC Tournai   |
| 48 | GB  | Arne Schonkeren        | 1994 (28 ans)     | 1,85 m | -         |                | KV Sajsa      |
| 3  | ALG | Stan Vandewalle        | 2000 (22 ans)     | 1,78 m | -         | 2018           | Formé au club |
| 13 | ALG | Simon Vandewoestyne    | 2001 (21 ans)     | 1,74 m | -         |                | KHBT Roulers  |
| 8  | ALD | Robbe Tack             | 2002 (20 ans)     | 1,78 m | -         | 2020           | Formé au club |
| 17 | ALD | Senne Vantieghem       | 1989 (33 ans)     | 1,84 m | -         | 2007           | Formé au club |
| 11 | DC  | Kobe Soetaert          | 1998 (24 ans)     | 1,80 m | -         |                | KV Sajsa      |
| 14 | DC  | Lander Debaets         | 2003 (19 ans)     | 1,84 m | -         | 2021           | Formé au club |
| 18 | DC  | Rune Delbecque         | 1998 (24 ans)     | 1,80 m | -         | 2016           | Formé au club |
| 21 | ARG | Aaron Vandewoestyne    | 1998 (24 ans)     | 1,87 m | -         |                | KV Sajsa      |
| 26 | ARG | Ward Demeulenaere      | 2000 (22 ans)     | 1,97 m | -         | 2018           | Formé au club |
| 33 | ARG | Gilles Vannieuwenhuyse | 1998 (24 ans)     | 1,85 m | -         | 2016           | Formé au club |
| 34 | ARG | Louis Beudet           | 2001 (21 ans)     | 1,97 m | -         | 2021           | CLH Marsannay |
| 9  | ARD | Ruben Mathijs          | 1992 (30 ans)     | 1,78 m |           |                | EHC Tournai   |
| 23 | ARD | Sander Vermeiren       | 1997 (25 ans)     | 2,07 m |           |                | DB Gent       |
| 5  | PVT | Arne Samyn             | 1998 (24 ans)     | 1,94 m |           | 2016           | Formé au club |
| 10 | PVT | Robin Samyn            | 2000 (22 ans)     | 2,00 m |           | 2018           | Formé au club |
| 19 | PVT | Sander Soetaert        | 1994 (28 ans)     | 1,89 m |           |                | DB Gent       |